# Celatoblatta subcorticaria
Celatoblatta subcorticaria är en kackerlacksart som beskrevs av Johns 1966. Celatoblatta subcorticaria ingår i släktet Celatoblatta och familjen storkackerlackor. Inga underarter finns listade i Catalogue of Life.